# The Rough Riders
The Rough Riders is een Amerikaanse oorlogsfilm uit 1927 onder regie van Victor Fleming. Destijds werd de film in Nederland uitgebracht onder de titel De ijzeren divisie.

## Verhaal
In 1898 luidt de ontploffing van het slagschip Maine in de haven van Havana het begin in van de Spaans-Amerikaanse Oorlog. De officieren Theodore Roosevelt en Leonard Wood mogen als eersten deelnemen aan de regimenten met vrijwilligers. Ze weigeren en richten in plaats daarvan een eigen divisie op in San Antonio.

## Rolverdeling
| Acteur              | Personage          |
| ------------------- | ------------------ |
| Noah Beery          | Hell's Bells       |
| Charles Farrell     | Stewart Van Brunt  |
| George Bancroft     | Happy Joe          |
| Charles Emmett Mack | Bert Henley        |
| Mary Astor          | Dolly              |
| Frank Hopper        | Theodore Roosevelt |
| Fred Lindsay        | Leonard Wood       |
| Fred Kohler         | Sergeant Stanton   |